# Gordon Freeman
Pour les articles homonymes, voir Freeman.
 (mars 2015).
Si vous disposez d'ouvrages ou d'articles de référence ou si vous connaissez des sites web de qualité traitant du thème abordé ici, merci de compléter l'article en donnant les références utiles à sa vérifiabilité et en les liant à la section « Notes et références ».
Gordon Freeman  est le personnage central de la série de jeux vidéo Half-Life créé en 1998. Ph. D., c'est un chercheur en physique théorique forcé de se défendre avec ses collègues contre des extraterrestres, puis contre d'autres ennemis, en conséquence d'une expérience qui tourna au désastre dans le Centre de recherche de Black Mesa. À la suite de ces événements, il est devenu un héros, presque mythique, de la résistance contre les envahisseurs extraterrestres. 

## Biographie fictive
Gordon Freeman est né à Seattle, dans l'État de Washington, et est un passionné de physique théorique tout comme de mécanique quantique ainsi que par la théorie de la relativité. Ses premiers modèles sont Einstein, Hawking et Feynman. Après avoir assisté à une série d'expériences sur la téléportation à l'Institut de Physique Expérimentale de l'Université d'Innsbruck, en Autriche, les applications pratiques de la téléportation deviennent alors l'obsession de Freeman. Il reçoit un doctorat en physique théorique du M.I.T. en 1999 pour sa thèse intitulée Observation de l'intrication Einstein-Podolsky-Rosen sur des structures supra-quantiques par induction à travers un cristal transuranien non linéaire d'une impulsion à Longueur d'Onde Extrême (LOE) à partir d'un réseau source à verrouillage de mode.
Par la suite, déçu par la faible place accordée à la téléportation dans le milieu universitaire, il recherche un poste dans le secteur privé. Par pure coïncidence, le mentor de Freeman au M.I.T., le professeur Isaac Kleiner, est à ce moment nommé responsable d'un projet de recherche secret dans le Centre de Recherche de Black Mesa, une ancienne base de missiles, localisée quelque part dans le désert du Nouveau-Mexique, et recherche quelques associés suffisamment doués. Au vu de la provenance et de la quantité de fonds mis à la disposition des laboratoires de Black Mesa, Gordon se demande s'il ne s'agirait pas de recherches sur de nouvelles armes mais accepte malgré tout l'offre de Kleiner.
Freeman entre comme employé au Centre de Recherche de Black Mesa le 5 mai 2000 et, comme le reste du personnel, y vit également. Il est assigné dans le département des Matériaux anormaux, situé très en profondeur dans le complexe où il effectue des recherches sur le nucléaire et la physique des particules.
Le premier Half-Life commence à cette époque. Gordon Freeman y est décrit comme étant alors âgé de 27 ans et sans aucune personne à charge.

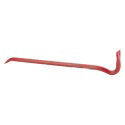
Le pied-de-biche, un outil emblématique dans la saga Half-Life.

Physiquement, Gordon Freeman porte des lunettes et une barbe. Bien qu'il semble être un expert dans le maniement des armes et des explosifs, Freeman n'avait jamais tenu d'armes avant son entraînement à la course d'obstacle de Black Mesa (à part un canon de balles de tennis propulsé au butane fabriqué à l'âge de six ans).

### Half-Life
Au début de Half-Life, Gordon Freeman participe à une expérience qui tourne à la catastrophe, provoquant l'invasion du Centre de Black Mesa par des formes de vie « extraterrestres », plus précisément « extérieures » à notre dimension. Ces créatures se révèlent très hostiles et commencent à éliminer tout le personnel du complexe, qui se transforme petit à petit en leur nouvel habitat, tant dans les locaux à moitié détruits que dans les environs extérieurs.
Malgré son inexpérience du combat, Freeman parvient à survivre grâce à sa combinaison en environnement hostile (H.E.V.) qu'il avait revêtue pour les besoins de l'expérience mais se retrouve bientôt confronté à l'Unité de Combat en Environnement Hostile (UCEH), une branche de l'armée américaine envoyée pour maîtriser la situation, tout en éliminant les témoins de « l'incident » au passage afin de dissimuler l'affaire. Mais Gordon, contre toute attente, oppose une résistance farouche aussi bien aux extraterrestres qu'aux militaires, ce qui lui vaut l'admiration de ses quelques collègues encore en vie mais aussi d'être rapidement considéré comme la cible prioritaire de l'UCEH, qui peut en outre tracer sa piste à l'aide du marquage de sa combinaison.
Après de nombreuses épreuves, et de nombreux combats, Freeman parvient à rejoindre le secteur Lambda où le reste du personnel le téléporte sur Xen, la dimension d'où viennent les extraterrestres, afin qu'il élimine leur « chef », Nihilanth. À la mort de celui-ci, Gordon se retrouve finalement en tête à tête avec le G-Man, qui l'observait à distance tout le long de l'incident. Ce dernier montre à Freeman plusieurs endroits de la Terre et de Xen (conquis au fur et à mesure par l'armée) et lui offre un choix : soit Freeman accepte de travailler pour le G-Man et ses mystérieux « employeurs », soit Freeman est lâché sur Xen sans armes au milieu des extraterrestres et sans aucun espoir de survie.
Half-Life 2 suppose que Gordon ait choisi l'offre du G-Man, espérant ainsi aider l'humanité.

### Half-Life 2
Half-Life 2 commence par un gros plan du G-Man tenant à Gordon un discours obscur se terminant par le fait que Freeman doit « se réveiller et sentir l'odeur des cendres » et que « l'homme qu'il faut, là où il ne faut pas, peut faire toute la différence ». L'ellipse flagrante avec la fin du premier Half-Life est expliqué dans Half-Life 2: Episode One : le G-Man a gardé Freeman « en stase loin de la Terre et du temps lui-même » pendant « environ deux décennies ».
Gordon Freeman se réveille dans un train en direction de Cité 17, une ville d'Europe de l'Est. Arrivé à destination, il comprend vite que la Terre a été conquise depuis plusieurs années par une puissance trans-dimensionnelle appelée le Cartel et que les Humains sont devenus leurs esclaves. Il rencontre alors Barney Calhoun, ancien garde de la sécurité à Black Mesa, accompagné par Alyx Vance qui le font rejoindre la résistance contre le Cartel.
Devenu un héros légendaire auprès des Humains pour ses exploits durant « l'incident » de Black Mesa, la réapparition de Gordon le fait apparaître comme un messie — certains l'appellent, dans la version originale, « The One Free Man », que l'on peut traduire par « le seul (ou l'unique) homme libre ». Son engagement contre le Cartel et son assaut sur la prison de Nova Prospekt redonnent espoir aux Humains et déclenchent une rébellion massive contre la domination du Cartel. Freeman parvient à s'infiltrer dans l'un des principaux bastions du Cartel sur Terre, la Citadelle, et à la détruire en utilisant son réacteur à « énergie sombre ». Bien que pris dans l'explosion du réacteur avec Alyx Vance, Gordon est sauvé par le G-Man qui se dit impressionné par son travail et affirme avoir reçu plusieurs offres alléchantes en échange de ses services. Le G-Man informe alors Freeman que, plutôt que de lui offrir l'illusion du choix, le G-Man a pris la liberté de choisir pour lui et a décidé de remettre Gordon en état de stase jusqu'à ce qu'il en ait de nouveau besoin. Half-Life 2 se termine ainsi, sur une « queue de poisson » similaire à son prédécesseur, sans apporter plus de réponses.

### Episode One
Half-Life 2: Episode One retrace la fuite de Gordon et d'Alyx Vance de Cité 17, condamnée à être détruite par l'entrée en fusion du réacteur de La Citadelle à la fin d'Half-Life 2. Au début du jeu, le G-Man apparait une fois de plus devant Freeman mais, cette fois-ci, il est interrompu par l'apparition d'un groupe de Vortigaunts qui enlèvent Gordon et bloquent le chemin du G-Man. Contrarié par ce contretemps, le G-Man laisse échapper : « On verra ça. »
Freeman reprend conscience sous une pile de décombres d'où le sortent Chien et Alyx. Une transmission du Dr. Kleiner les prévient qu'il leur faut gagner du temps pour pouvoir s'échapper de Cité 17 en retardant l'explosion du réacteur. Pour cela, Alyx et Gordon sont obligés de retourner dans la Citadelle pour rejoindre le noyau du réacteur. Ils y parviennent et réussissent à le stabiliser provisoirement ; sur le chemin, Alyx réalise une copie d'un message du Cartel sur place et qui sera envoyé aux forces du Cartel en dehors de la Terre une fois la Citadelle détruite.
La copie du message en main, Alyx et Freeman s'échappent de la Citadelle vers Cité 17 où ils rencontrent Barney et d'autres survivants en train d'organiser la fuite des Humains de la ville. Alyx et Gordon aident Barney et les survivants à rejoindre la gare où l'évacuation s'organise. Après le départ du dernier groupe, les deux héros s'enfuient à leur tour dans un autre train. Alors qu'ils passent les portes de Cité 17, la transmission du message commence tandis que de nombreux vaisseaux du Cartel s'éloignent de la Citadelle. Encore trop proche de la ville, le train transportant Gordon et Alyx est frappé par l'onde de choc provoquée par l'anéantissement de la Citadelle.

### Episode Two
Dans Half-Life 2: Episode Two, Gordon et Alyx ont survécu au crash de leur train. Leur but premier est d'atteindre la base rebelle de White Forest, mais les ouragans de portails provoqués par la Citadelle en ruine leur rendent la tâche difficile. En chemin, Alyx est sévèrement blessée par un chasseur du Cartel. Gordon trouve alors de l'aide en une petite communauté vortigaunt, qui, après que Freemann a récupéré de l'essence de fourmilions, soigneront Alyx. Mais le temps presse car les forces dispersées du Cartel se rassemblent et se dirigent vers White Forest. D'autant plus que le G-Man n'a pas l'intention de rester dans l'ombre et s'intéresse à Alyx.
Ils trouvent une voiture sur le chemin de la base, leur permettant d'aller plus vite. Ils retrouvent également Chien, et une fois arrivés à White Forest, Gordon parvient à activer le système de lancement de la fusée permettant de fermer le super-portail au-dessus de la Citadelle de Cité 17. Mais le Cartel parvient à s'infiltrer dans la base, et après un combat intense, décide de se replier. La fusée est donc lancée, et le portail se retrouve fermé, coupant ainsi les forces du Cartel basées sur Terre de tout renfort possible. Alyx décide donc avec Freeman de partir retrouver le Borealis, un bateau-cargo appartenant à Aperture Science, contenant des technologies qui pourraient anéantir ce qui reste du Cartel.
Mais au moment de partir, le Cartel envoie ses conseillers et prennent en embuscade Gordon, Alyx, et Eli Vance, le père d'Alyx. Si Chien parvient à sauver nos deux héros, un sort bien plus tragique a été réservé à Eli…

### Alyx
Dans la scène post-crédits de Half-Life: Alyx, se déroulant dans une nouvelle réalité par rapport à la fin de Half-Life 2: Episode Two, Eli Vance, désormais en vie et fou de rage, semble savoir que Alyx est aux mains du G-Man. Accompagné de Chien, il remet alors à Gordon son pied de biche, laissant supposer une suite à venir pour ses aventures : « On a du travail à faire ».

## Autres apparitions
Gordon est visible dans les deux extensions de Half-Life, qui font revivre l'incident de Black Mesa à travers des personnages différents. À noter que les personnages n'entrent jamais en contact direct. 
- Dans Opposing Force, le militaire Adrian Shephard est témoin de la téléportation de Freeman sur Xen dans le Secteur Lambda.
- Dans Blue Shift, Barney Calhoun « croise » Gordon Freeman trois fois : il le voit une fois passer dans le métro qui le mène sur les lieux de l'expérience au début du jeu, puis à travers une caméra de surveillance aux alentours de la zone de stockage HEV et une dernière fois lorsque Freeman est capturé et traîné par deux soldats.

Des clins d'œils lui ont également été faits dans des jeux d'autres éditeurs :
- Dans S.T.A.L.K.E.R.: Shadow of Chernobyl, on trouve le PDA de Gordon Freeman à côté de son corps. Il y dit : « Foutus patrons, d'abord Black Mesa puis cette ville étrange en Russie. » ;
- Dans Sacred, on peut lire sur une tombe : « Here lies Freeman, beaten to death with a crowbar », soit « Ci-gît Freeman, battu à mort avec un pied-de-biche » ;
- Dans Penumbra: Overture, vers la fin du jeu, on peut trouver un pied-de-biche sur lequel il est écrit, selon la description de l'objet, « Freeman ».
- Dans un des premiers niveaux du jeu en ligne Hammerfest, le joueur récupère un pied-de-biche qui porte le nom de "Clef de Gordon".
- Dans Dead Cells, dans la premiere zone, il y a un cadavre à côté duquel le joueur peut trouver les plans de la tenue HEV de Gordon et son emblématique pied-de-biche.

## Réception
Lors du concours sur internet organisé par GameSpot, dans lequel il s'agissait de voter pour son héros de jeu vidéo préféré parmi 64, Gordon Freeman a remporté la finale devant le personnage emblématique de Nintendo, Mario.